# Klemm Kl 35
A Klemm Kl 35 a német Klemm Leichtflugzeugbau Gmbh által gyártott sport-, és kiképző repülőgép. Számos jellemzőjét elődtípusától, a Kl 25-től örökölte, ahhoz hasonlóan egymotoros, alsószárnyas kivitelű konstrukció. A fő különbséget a fordított kialakítású sirályszárny jelenti.
A típus 1935 októberében, a milánói nemzetközi légibemutatón mutatkozott be, és a gyártó hamarosan számos megrendelést kapott rá. A gép merev futóművel volt ellátva, a sárkány fából készült, textil borítással, a pilótafülke vásárló igényeinek megfelelően lehetett nyitott, vagy zárt. Az első változat 80 lóerős (60 kW) Hirth HM60R motorral készült, a későbbiekben erősebb, 105 lóerős (78 kW) hajtóművel szerelték fel.
Az ugyancsak 105 lóerős motorral ellátott Kl 35D változatot a német Luftwaffe rendelte meg kiképzési célokra. Ennek a változatnak a futóművére sítalpat, vagy úszótalpat lehetett felszerelni. Ez volt a legnagyobb példányszámban gyártott altípus.
A típust számos országba eladták, többek közt Dániába, Litvániába, Magyarországra, Norvégiába, Romániába, Svédországba és Szlovákiába. A svéd légierőben 74 példány repült Sk 15 típusjelzéssel.

## Fejlesztése
A Kl 35 tervezése 1934-ben zajlott, Friedrich Fecher vezetésével és a német Légügyi Minisztérium támogatásával. A géptest vegyes építési móddal készült: a törzs acélból, a szárnyak fából, és csak kis mennyiségben használtak könnyű fém ötvözeteket, hogy a stratégiai nyersanyagok terén megtakarítást érjenek el.

### Gyártása
A prototípusok próbái 1935 júniusában kezdődtek Rechlinben. Július 19-én azonban az egyik gép lezuhant, a két fős személyzet életét vesztette. A vizsgálat szerint a katasztrófát anyaghibából eredő szárnytörés okozta, az esemény jelentősen hátráltatta a tesztprogramot. A próbákat a másik prototípussal folytatták, az eljárás 1936 márciusában ért véget.
A sorozatgyártás 1936 nyarán indult be, azonban a Klemm kapacitásait részben a Focke-Wulf Fw 44-esek licenszgyártása kötötte le. Ezért a Légügyi Minisztérium részben kiszervezte a típus gyártását a GFW, azaz a Gerhard-Fieseler-Werke GmbH kasseli üzemébe. A GFW-nél 1938 és 1941 között 365 darab Klemm Kl 35-ös épült. 1940-től a csehországi Zlín repülőgépgyár is megkezdte a típus gyártását, amely 1942-ig folytatódott, ezalatt 329 darab készült. Az utolsó példányokat a Klemm készítette 1943-ban, ezek romániai és magyarországi exportra kerültek.

#### A legyártott gépek megoszlása:
| Gyártó   | 1935 | 1936 | 1937 | 1938 | 1939 | 1940 | 1941 | 1942 | 1943 | Összesen |
| -------- | ---- | ---- | ---- | ---- | ---- | ---- | ---- | ---- | ---- | -------- |
| Klemm    | 3    | 17   | 53   | 201  | 186  | 174  | 74   | 6    | 21   | 735      |
| GFW      |      |      |      | 90   | 92   | 182  | 1    |      |      | 365      |
| Zlín     |      |      |      |      |      | 54   | 175  | 100  |      | 329      |
| Összesen | 3    | 17   | 53   | 291  | 278  | 410  | 250  | 106  | 21   | 1429     |

## Típusváltozatok
- Klemm Kl 35-V: két prototípus
- Klemm Kl 35-0: 6 darabos nullszéria Hirth HM60R/2 motorral
- Klemm Kl 35A: sorozatgyártott változat Hirth HM60R motorral
- Klemm Kl 35B: sorozatgyártott változat HM504 motorral
- Klemm Kl 35C: szerkezeti változtatásokkal épített változat Hirth HM60R motorral, 2 prototípus és 8 darabos nullszéria, később Klemm Kl 106
- Klemm Kl 35D: sorozatgyártott változat Hirth HM504-A2 motorral
- Klemm Kl 35E: továbbfejlesztett változat Hirth HM500  motorral, 1939-ben egy prototípus épült meg egy Klemm Kl35B átépítésével
- Klemm Kl 35-D160 Special: a Wolf Hirth GmbH által épített modernizált változat 196-ben, 2 darab készült

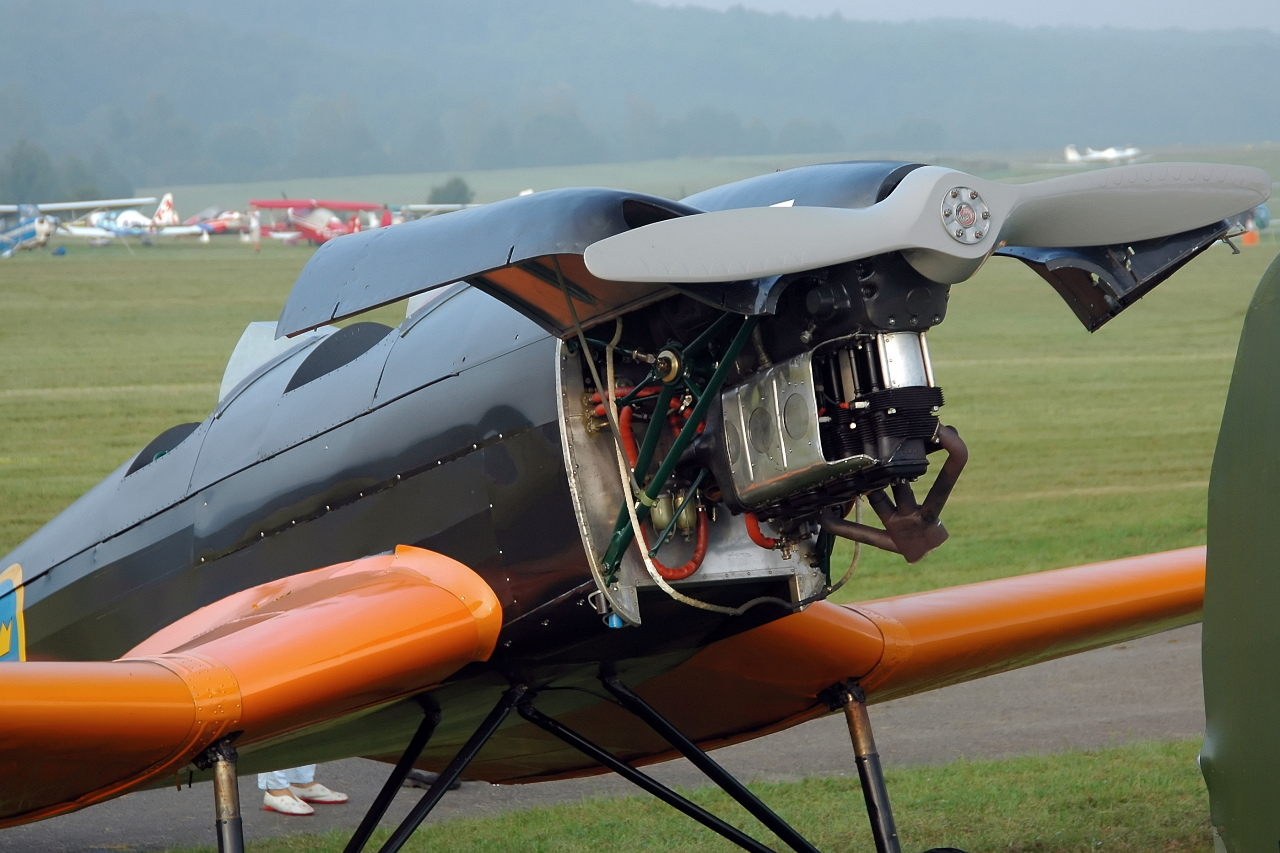
A Kl 35 Hirth HM504 motorja

A összes sorozatgyárott változat felszerelhető volt zárt kabinnal, sí-, és úszótalppal, valamint vontatóberendezéssel (vitorlázógépekhez).
A svéd légierő Sk15 jelzéssel rendszeresítette a típust (Skolflygplan – iskolarepülőgép).
- Klemm Sk15A: alapfokú kiképző repülőgép (64 darab)
- Klemm Sk15B: zárt kabintetővel, műszerrepülés gyakorlására (5 darab)
- Klemm Sk15C: vizirepülőgép, úszótalpakkal (5 darab)

## Üzemeltető országok
Csehszlovákia
A II. világháború után C-1 típusjelzéssel használták.
 Dánia
Egy példány OY-DYO lajstromjellel, magántulajdonban, a németek 1943 decemberében lefoglalták.
 Litvánia
A Litván Lövészek Szövetsége (Lietuvos šaulių sąjunga) nevű félkatonai szervezet 1938-ban három Kl 35-öt vásárolt.
 Magyar Királyság
Legalább 7 darab, 1937 és 1945 között.
 Magyar Népköztársaság
A II. világháború után 3 db, rocsokból újjáépített példány.
 Németország
A Luftwaffe mellett a félkatonai repülőszervezetek, a Német Légisportszövetség (Deutscher Luftsportverband, DLV), illetve annak jogutódja, a Nemzetiszocialista Repülőtestület (Nationalsozialistisches Fliegerkorps, NSFK) is nagy számban alkalmazta.
 Norvégia
Egy példány LN-EAV lajstromjellel, magántulajdonban, 1941. február 27-én megsemmisült.
 Románia

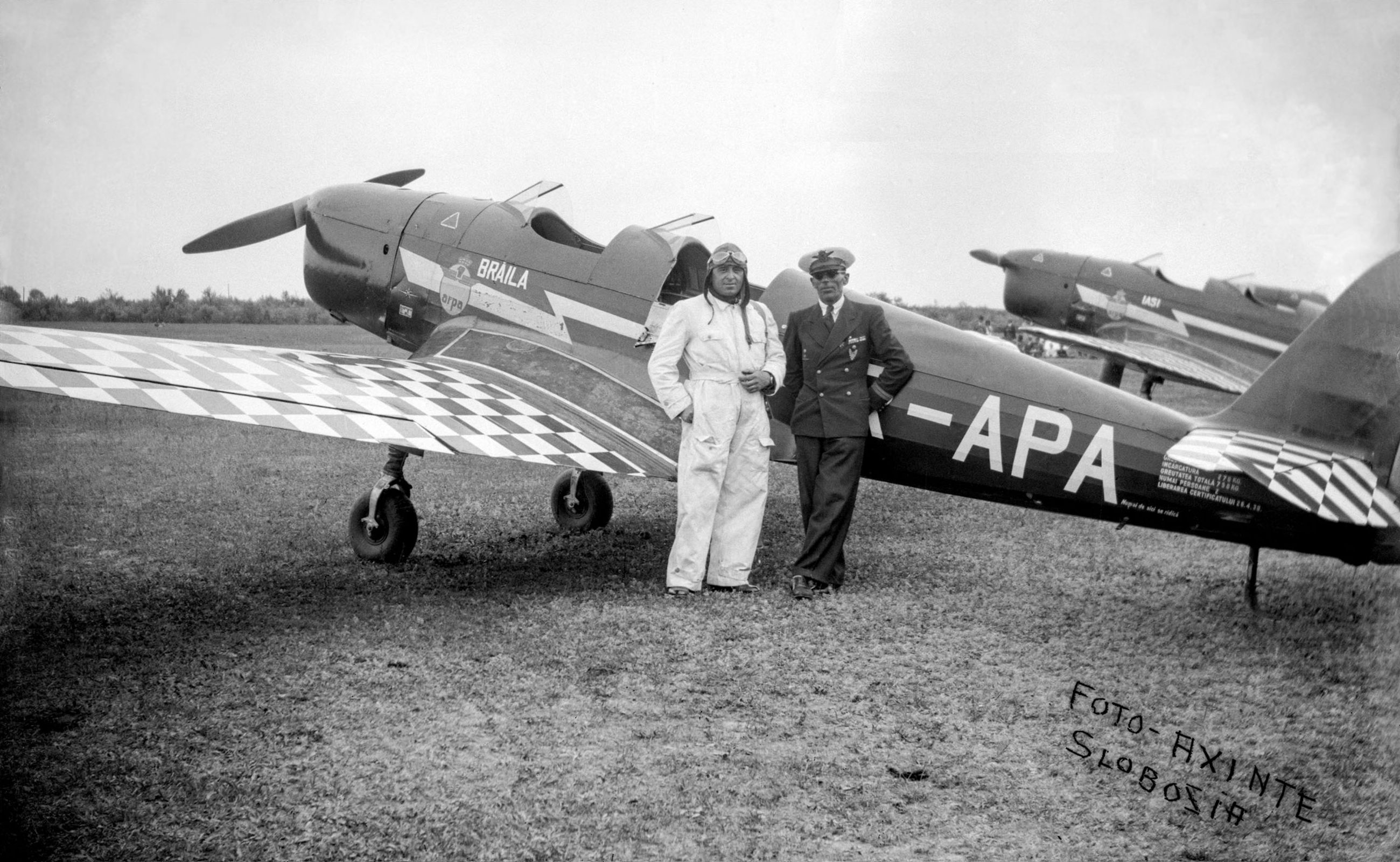
A román ARPA Brăila nevű Kl 35-öse

68 darab, egy példány I. Mihály román király személyes tulajdonában állt. Három gép az ARPA (Asociația Română pentru Propaganda Aviației) kötelékében repült.
 Svédország
A svéd légierő 74 darabot használt SK15 típusjelzéssel.
 Szlovák Köztársaság
25 példányt használtak.

## A Klemm Kl 35 Magyarországon

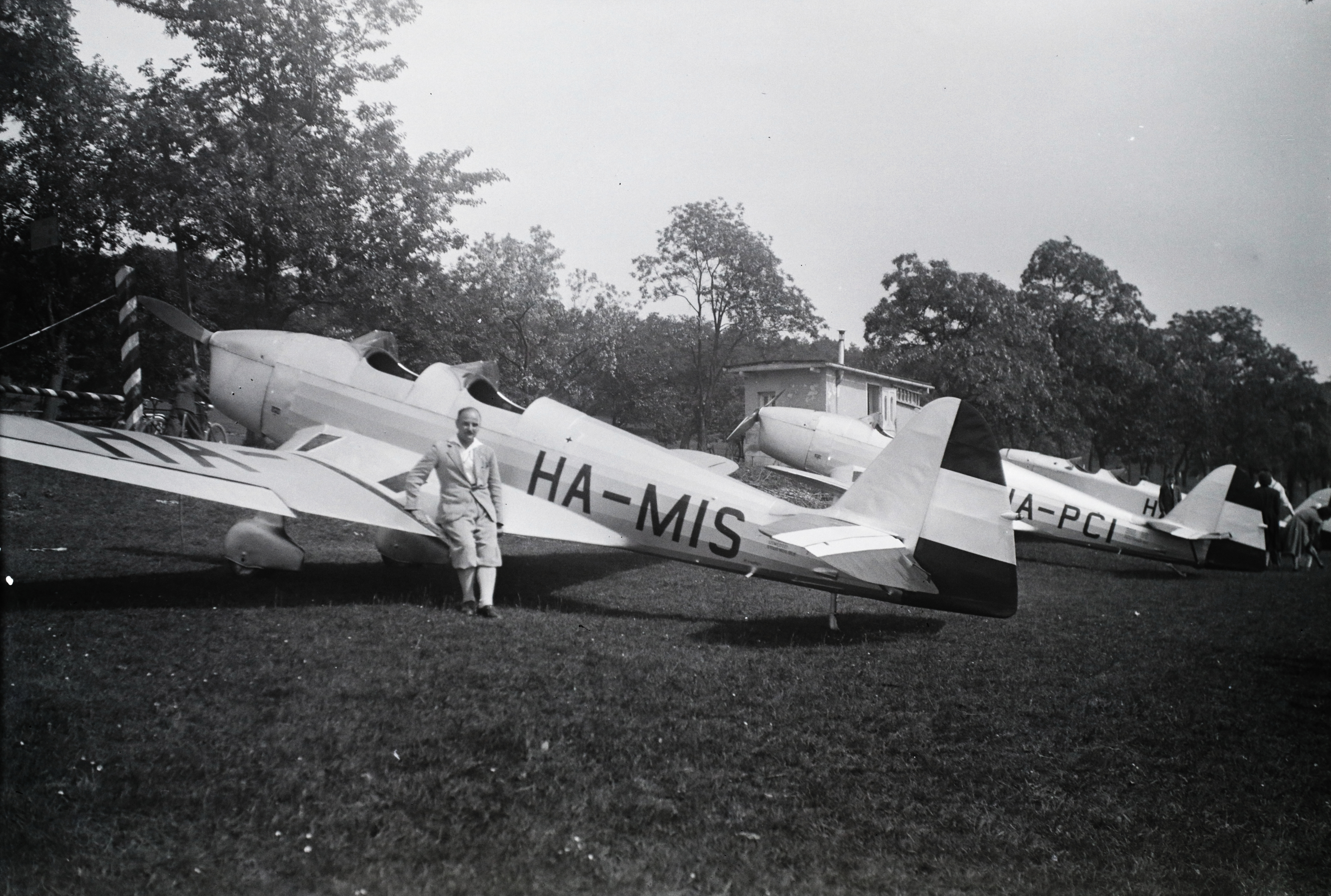
A BSE két Klemm Kl 35-öse, 1937-ben.

1937-ben a Budapesti Sportegyesület (BSE) Repülő Szakosztálya két darab Kl 35B-t vásárolt Németországból. 1940 áprilisában a MÁV Testvériség sportegyesület repülő szakosztálya részére érkezett egy Kl 35B, melyet a Klemm főpilótája, Karl Voy repült át Budaörsre.  A BSzKRt Sportrepülő Szakosztálya 1941 szeptemberében egy zárt kabinos Kl 35D-t vásárolt.  1943. júniusában a Postás Sport Egyesület repülő szakosztálya két Kl 35D-t kapott, ezeket Karl Voy és Majoros János MALERT-pilóta hozták Magyarországra. 1945-ig legalább hét Kl 35 repült magyar lajstromjellel. A II. világháborúban a gépek megsemmisültek, illetve megrongálódtak, a roncsokból az 1940-es évek végén három repülőképes példányt sikerült összeépíteni, az egyiket az Előre Sportrepülő Egyesület műhelyében. Ezek a gépek különféle neveket kaptak, az eredeti típusjelzést nem használták. Az utolsó magyarországi Klemm 35-ös,a HA-KLI jelzésű, Pacsirta nevű gép, volt, amelyet 1953-ban kényszerleszállás után selejteztek.

#### Az ismert magyar Klemm Kl 35-ösök[12]
| 1945-ig            | 1945-ig | 1945-ig         | 1945-ig             | 1945-ig                                                 |
| ------------------ | ------- | --------------- | ------------------- | ------------------------------------------------------- |
| Magyar lajstromjel | Típus   | Tulajdonos      | Szolgálatba állítás | Megjegyzés                                              |
| HA-MIS             | Kl 35B  | BSE             | 1937                |                                                         |
| HA-PCI             | Kl 35B  | BSE             | 1937                |                                                         |
| HA-NAI             | Kl 35B  | MÁV Testvériség | 1940                | 1945 után HA-KLE                                        |
| HA-NAJ             | Kl 35B  | BSE             | 1940                |                                                         |
| HA-NAL             | Kl 35D  | BSzKRt          | 1941                | zárt kabinos                                            |
| HA-VAI             | Kl 35D  | Postás SE       | 1943                |                                                         |
| HA-VAZ             | Kl 35D  | Postás SE       | 1943                |                                                         |
| 1945 után          |         |                 |                     |                                                         |
| HA-KLA             | Kl 35D  | ?               |                     | Kolibri                                                 |
| HA-KLE             | Kl 35B  | ?               |                     | Szabadmadár, zárt kabinosra átépítve, 1945 előtt HA-NAI |
| HA-KLI             | Kl 35D  | ?               |                     | Pacsirta, 1951-ben együléses műrepülőgéppé átalakítva   |

## Balesetek, veszteségek
- 1941. augusztus 29-én HA-NAJ lajstromjelű Kl 35B Veresegyháza határában, motorhiba miatt kényszerleszállást hajtott végre. A pilóta Kőszegi László könnyebben megsérült, az utas, Dr. Kertész László, a Magyar Aero Szövetség titkára sértetlen maradt, a gép súlyosan megrongálódott. A repülésre a Balatoni Sporthét keretében megrendezett csillagtúra részeként került sor.[15]
- 1942. november 26-án a hollandiai Harderwijk felett a brit Királyi Légierő 268. századának  Mustang Mk I vadászgépe lelőtt egy, a Luftdienst-Kommando Holland állományába tartozó német Kl 35-öst. A Klemm két fős személyzete hősi halált halt.[16]
- 1946. július 2-án a csehszlovák légierő C-1-es (Kl 35D) gépe Szepesbéla mellett fának ütközött, majd lezuhant. A repülőgépvezető túlélte a balesetet.[17]
- 1947. január 10-én a svéd légierő F 11 Nyköping alakulatának repterén egy Sk15A a leszállópálya megközelítése közben bal szárnyával egy világítóárbócnak ütközött és lezuhant. A két fős személyzet életét vesztette.[18]
- 1948. december 2-án egy Jönköping-ből felszálló, magántulajdonban lévő svéd Kl 35D két fővel a fedélzetén eltűnt a Balti-tenger felett.[19]
- 1950. február 21-én a svédországi Filipstad mellett egy magánkézben lévő sítalpas Kl 35D a Daglösen-tó jegére próbált leszállni. Eközben háztetőnek ütközött, és a városka utcájára zuhant. A becsapódás három embert megölt, a gép utasa szintén életét vesztette, a pilóta a becsapódás előtt kiugrott, így életben maradt.[20]
- 1953. május 24-én Békéscsabán a "Pacsirta" nevű, HA-KLI lajstromjelű Kl 35D Karsai Endre pilótával a motor kiszakadása miatt kényszerleszállt. A gépet selejtezték.[11]
- 1955. február 27-én a németországi Bonn-Hangelar repülőtéren lezuhant egy svájci lajstromozású Kl 35D. A géppel javítás utáni tesztrepülést hajtottak végre, a fedélzeten tartózkodó két személy életét vesztette.[21]
- 2016. július 6-án a svájci HB-UBK lajstromjelű Kl 35D motorhiba miatt kényszerleszállást kísérelt meg Nagy-Britanniában, Borehamwood mellett. Eközben a gép kis magasságon átesett és a földnek csapódva összetört. A fedélzeten tartózkodó két személy a saját lábán szállt ki a roncsból, de a pilótát később kórházba kellett szállítani.[22]

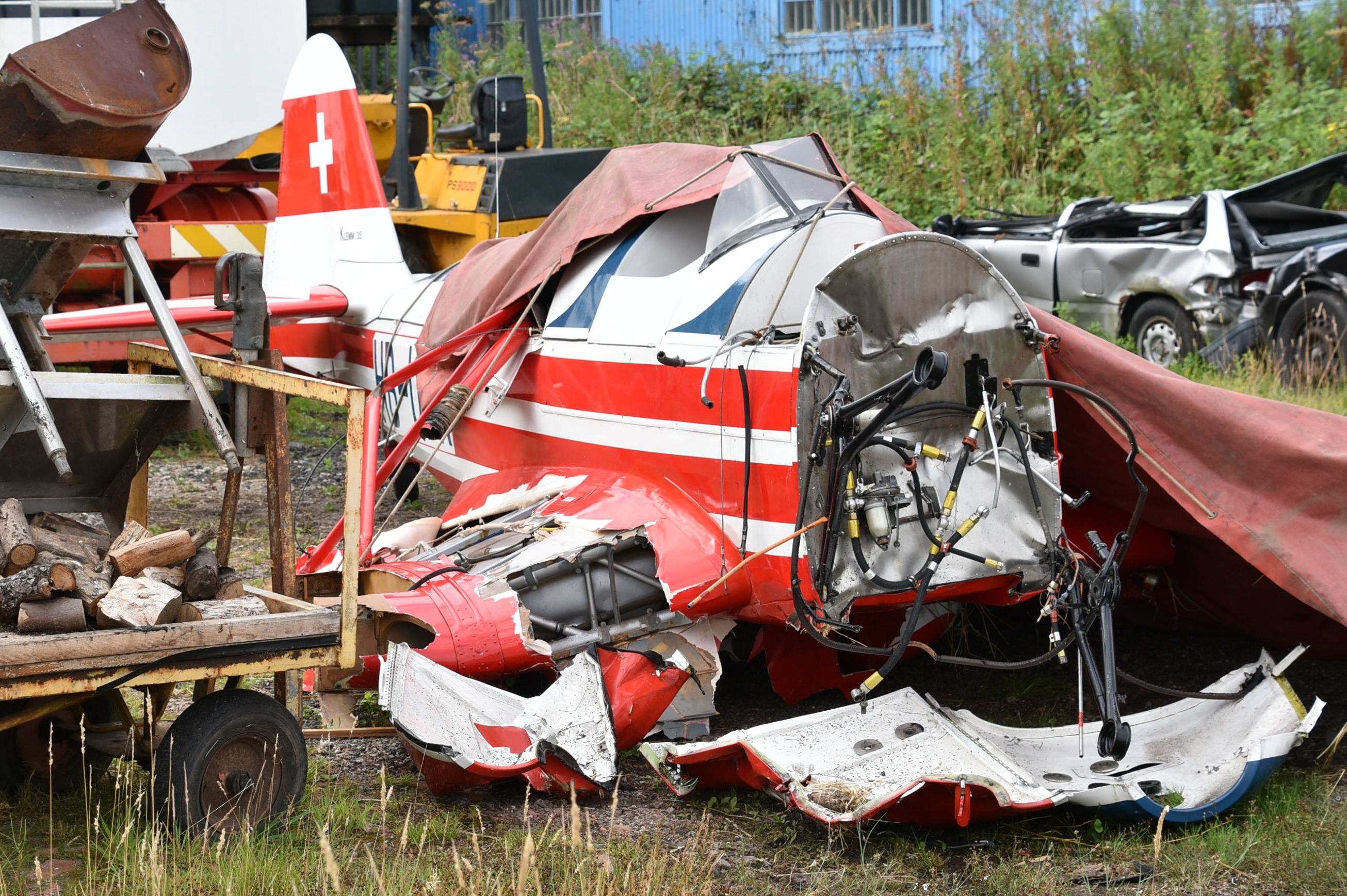
A 2016. július 6-án összetört HB-UBK

## Fennmaradt példányok

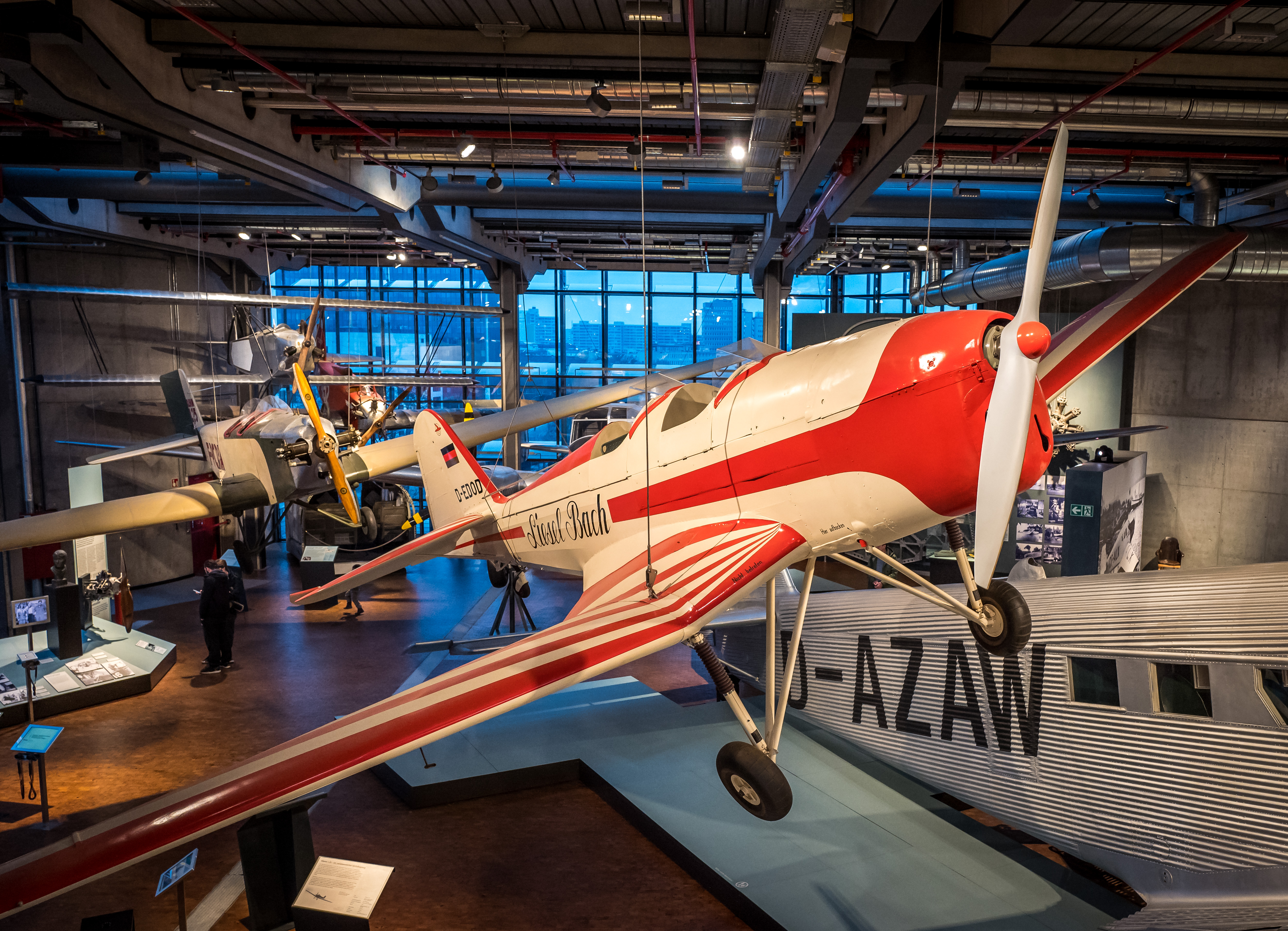
Kl 35 a berlini Deutsches Technikmuseum kiállításában.

Napjainkra legalább huszonnégy darab Klemm Kl 35-ös maradt fenn, ezek egy kivétellel a svéd légierő szolgálatában álltak. A típusváltás után, az 1950-es évek elején a svédek a megmaradt Kl 35-ösöket értékesítették, így számos példány került magánkézbe. Ezek jó része a mai napig repülőképes állapotban van. A Luftwaffe által használt Kl 35-ösök közül egy darab maradt meg.
Múzeumi példányok Svédországban és Németországban láthatók.

## Műszaki adatok (Kl 35B)

### Geometriai méretek és tömegadatok
- Személyzet: 2 fő
- Hossz: 7,5 m
- Szárnyfesztávolság: 10,4 m
- Magasság: 2,05 m
- Szárnyfelület: 15,2 m2
- Szárnykarcsúság: 7,13
- Üres tömeg: 480 kg
- Maximális felszálló tömeg: 750 kg

### Meghajtás
- Hajtómű: 1 × Hirth HM 504, 4 hengeres léghűtéses soros motor, 105 lóerő (78 kW)
- Légcsavar: két tollú, nem állítható fa légcsavar

Repülési jellemzők
- Legnagyobb sebesség: 220 km/h
- Utazó sebesség: 200 km/h
- Gyakorlati csúcsmagasság: 5100 m
- Hatótáv: 650 km

## Fordítás
- Ez a szócikk részben vagy egészben a Klemm Kl 35 című német Wikipédia-szócikk ezen változatának fordításán alapul. Az eredeti cikk szerkesztőit annak laptörténete sorolja fel. Ez a jelzés csupán a megfogalmazás eredetét és a szerzői jogokat jelzi, nem szolgál a cikkben szereplő információk forrásmegjelöléseként.